# 애티커스 미첼
애티커스 딘 미첼(Atticus Dean Mitchell, 1993년 5월 16일 ~ )은 캐나다의 배우이다.

## 출연 작품
- 라이엇 걸스 (2019)
- 스톤월 (2015)